# Complexe (architecture)
Pour les articles homonymes, voir Complexe.
En architecture, un complexe est un groupe de bâtiments et d'espaces à fonctions multiples structurellement reliés les uns aux autres et perçus comme un tout. De manière générale, il est possible de se déplacer entre les bâtiments d’un complexe sans en quitter l’intérieur. 
Les complexes sont globalement voués à des usages particuliers comme les complexes sportifs, les complexes de loisirs, etc.
On parle de grand ensemble quand l'espace est conçu pour accueillir un grand nombre d'habitants.